# Гиларца
Гиларца (итал. Ghilarza) — коммуна в Италии, располагается в регионе Сардиния, подчиняется административному центру Ористано.
Население составляет 4572 человека, плотность населения составляет 85,49 чел./км². Занимает площадь 53,48 км². Почтовый индекс — 9074. Телефонный код — 0785.
Покровителем коммуны почитается святой Макарий Великий, празднование 19 января.